# Realitos, Texas
Realitos là một nơi ấn định cho điều tra dân số (CDP) thuộc quận Duval, tiểu bang Texas, Hoa Kỳ. Năm 2010, dân số của nơi này là 184 người.

## Dân số
- Dân số năm 2000: 209 người.
- Dân số năm 2010: 184 người.